# Dendrobium sanderae
Dendrobium sanderae Rolfe, 1909 è una pianta della famiglia delle Orchidacee, endemica delle Filippine.

## Descrizione
È una pianta di taglia variabile da media a grande, epifita, con lo stelo eretto e leggermente ispessito nella metà inferiore, striato longitudinalmente e coperto con le guaine fogliari che presentano peli scuri. Le foglie possono essere fino a 40 e sono ovate o strettamente ovate, bilobate all'apice. Fiorisce a primavera con un racemo aggettante dell'apice del fusto, con da 2 a 4 fiori duraturi e di grandi dimensioni, fino a 10 centimetri.

## Distribuzione e habitat
È una pianta originaria delle montagne dell'isola di Luzon (Filippine), dove cresce ad altitudini tra 1000 e 1650 metri, come epifita su tronchi di pino (Pinus insularis).
Sull'isola di Mindanao è diffusa la varietà Dendrobium sanderae var. surigaense di minori dimensioni e con margini ondulati.

## Coltivazione
Queste piante hanno bisogno di una posizione a mezz'ombra, temono la luce diretta del sole e di riposo invernale con ridotte inaffiature e nessuna concimazione, che dovranno essere riprese nel periodo vegetativo..